# Liste der Kulturdenkmale der Sonneberger Kernstadt
Die Liste der Kulturdenkmale der Sonneberger Kernstadt führt die Kulturdenkmale im Zentrum der südthüringischen Kreisstadt Sonneberg auf. Grundlage dieser Liste ist der Band Landkreis Sonneberg aus der Schriftenreihe Denkmaltopographie Bundesrepublik Deutschland – Kulturdenkmale in Thüringen mit Thomas Schwämmlein als Bearbeiter und dem 30. Mai 2005 als Stand der Erfassung. Die folgenden Angaben ersetzen nicht die rechtsverbindliche Auskunft der Denkmalschutzbehörde.

## Legende
- Bild: zeigt ein Bild des Kulturdenkmals und gegebenenfalls einen Link zu weiteren Fotos des Kulturdenkmals im Medienarchiv Wikimedia Commons
- Bezeichnung: Name, Bezeichnung oder die Art des Kulturdenkmals
- Lage: Wenn vorhanden Straßenname und Hausnummer des Kulturdenkmals; Grundsortierung der Liste erfolgt nach dieser Adresse. Der Link Karte führt zu verschiedenen Kartendarstellungen und nennt die Koordinaten des Kulturdenkmals.
 Kartenansicht, um Koordinaten zu setzen – in dieser Kartenansicht sind Kulturdenkmale ohne Koordinaten mit einem roten bzw. orangen Marker dargestellt und können in der Karte gesetzt werden. Kulturdenkmale ohne Bild sind mit einem blauen bzw. roten Marker gekennzeichnet, Kulturdenkmale mit Bild mit einem grünen bzw. orangen Marker.
- Datierung: gibt das Jahr der Fertigstellung beziehungsweise das Datum der Erstnennung oder den Zeitraum der Errichtung an
- Beschreibung: bauliche und geschichtliche Einzelheiten des Kulturdenkmals, vorzugsweise die Denkmaleigenschaften
- ID: Die ID identifiziert das Kulturdenkmal eindeutig. In Thüringen sind aktuell keine IDs veröffentlicht. In der ID-Spalte kann sich auch folgendes Icon  befinden, dies führt zu Angaben zu diesem Kulturdenkmal bei Wikidata.

## Einzeldenkmale
| Bild                           | Bezeichnung                                                         | Lage                                                | Datierung | Beschreibung | ID |
| ------------------------------ | ------------------------------------------------------------------- | --------------------------------------------------- | --------- | --- | -- |
| Fotos hochladen                | Wohn- und Geschäftshaus                                             | Am Alten Bahnhof 5 / Gustav-König-Straße 40 (Karte) |           | Das Wohn- und Geschäftshaus entstand 1923/1924 als Doppelhaus nach Plänen von Franz Boxberger und Ernst Herbart für das eigene Architekturbüro und den Spielwarenfabrikanten Viktor Steiner. Zwischen den rechtwinklig angeordneten Massivbauten mit Walmdächern steht ein turmartiger Verbindungsbau. |    |
| weitere Bilder Fotos hochladen | Neues Rathaus                                                       | Bahnhofsplatz 1 (Karte)                             |           | Das Neue Rathaus wurde 1927/1928 nach Plänen des Sonneberger Stadtbaudirektors Karl Dröner errichtet. Der viergeschossige, dreiflügelige Massivbau hat vier Geschosse und Walmdächer. Ein rund 40 Meter hoher Uhren- und Glockenturm prägt das repräsentative Bauwerk. |    |
| weitere Bilder Fotos hochladen | Sonneberger Hauptbahnhof                                            | Bahnhofsplatz 3 (Karte)                             |           | Das Empfangsgebäude des Sonneberger Hauptbahnhofs entstand 1905–1907 nach Planung der Königlichen Eisenbahndirektion Erfurt im Rahmen der Neugestaltung der Sonneberger Bahnanlagen. Die Bahnsteigüberdachungen wurden erstmals in Deutschland in Stahlbeton durch die Bauunternehmung Dyckerhoff & Widmann ausgeführt. |    |
| Fotos hochladen                | AOK-Gebäude                                                         | Bahnhofsplatz 5 (Karte)                             |           | Das AOK-Gebäude entstand 1922/1923 als Geschäfts- und Lagerhaus nach Plänen von Franz Boxberger und Ernst Herbart für die Spedition Matthäus Hofmann & Co. 1926/27 folgte ein Umbau durch Walter Buchholz für die Allgemeine Ortskrankenkasse Sonneberg. Dabei entstanden unter anderem das Haupttreppenhaus, der Haupteingang und die Schalterhalle. Zwischen 1950 und 1990 war in dem Bauwerk die Poliklinik untergebracht. Die Plastiken an der Straßenfassade stammen von 1923, die Innenausstattung im Stil des Art déco von 1927. |    |
| Fotos hochladen                | Glasbild                                                            | Bahnhofstraße 66 (Karte)                            |           | Das Glasbild im 2. Obergeschoss des Haupttreppenhauses des Landratsamts Sonneberg (1961 bis 1965 für den Rat des Kreises Sonneberg errichtet) wurde nach Entwurf des Meininger Künstlers Hans Hattop d. J. 1963 durch die Werkstatt von Ferdinand Müller (Quedlinburg) ausgeführt. |    |
| weitere Bilder Fotos hochladen | Deutsches Spielzeugmuseum                                           | Beethovenstraße 10 (Karte)                          | 1901      | Das Gebäude des Deutschen Spielzeugmuseums errichtete die Stadt Sonneberg 1899–1901 für die Industrie- und Gewerbeschule des Meininger Oberlandes nach einem Entwurf des Architekten Albert Schmidt als neubarocken Massivbau mit Walmdach. Ab 1914 hatte in dem Gebäude auch das Gewerbemuseum des Meininger Oberlandes seinen Sitz. 1937 folgte der Umbau zum Deutschen Spielzeugmuseum nach Plänen von Walter Buchholz. Die Fassade des zweigeschossigen, palaisartigen Werksteinbaus ist mit Nachbildungen spätbarocker plastischer Formen verziert. |    |
| Fotos hochladen                | Schulgebäude                                                        | Beethovenstraße 12 (Karte)                          |           | Das Schulgebäude der ehemaligen Handelsschule ließ die Stadt Sonneberg 1912/1913 bauen. Den Massivbau mit Walmdach plante Albert Schmidt. Nach 1945 folgte die Nutzung als Berufsschule, seit 1991 als Förderschule des Landkreises Sonneberg. |    |
| Fotos hochladen                | Hauptgebäude                                                        | Bernhardstraße 27 (Karte)                           |           | Das Hauptgebäude entstand als Massivbau mit Walmdach zur Wohn- und Geschäftsnutzung 1888 für den Spielwarenfabrikanten Theodor Hörnlein nach Plänen von Alexander Carl. 1900 folgte als Fabrikanbau ein Fachwerkbau mit Krüppelwalmdach, die erste Erweiterung und 1909 die zweite durch Karl Mader. Den Eingangsbereich gestaltete 1932 Albin Forkel um. |    |
| Fotos hochladen                | Verwaltungsgebäude                                                  | Bettelhecker Straße 24 (Karte)                      |           | Der Kern des Forstamts entstand 1765. 1828 folgte der Umbau zum Verwaltungsgebäude für das Forstdepartement Sonneberg. Weitere Baumaßnahmen am heute verputzten bzw. verschieferten Fachwerkbau kamen unter anderem 1912, 1921, 1929 und 2003 zur Ausführung. |    |
| Fotos hochladen                | Gedenktafel                                                         | Bettelhecker Straße 24 (Karte)                      |           | Vor dem Forstamt steht eine Stele mit einer Gedenktafel, die an den Todesmarsch von vermutlich 467 Häftlingen des KZ Außenkommandos Sonneberg erinnert. Die Häftlinge arbeiteten in der Maschinenfabrik Reinhardt und wurden Anfang April in Richtung Tschechien geschickt. Nur wenige überlebten den Marsch. Die SED-Kreisleitung Sonneberg ließ 1982 die Gedenktafel anbringen. |    |
| Fotos hochladen                | Wohnhaus                                                            | Bettelhecker Straße 27 (Karte)                      |           | Der Lehrer Richard Adam beauftragte den Sonneberger Scheidig mit der Planung des Wohnhauses aus dem Jahr 1895. Der Massiv- und Fachwerkbau mit einem Krüppelwalmdach und einem Turm hieß nach dem Vornamen der Bauherrin Villa Julie. |    |
| Fotos hochladen                | Gebäude                                                             | Bismarckstraße 33 (Karte)                           |           | Das Gebäude entstand 1912/1913 nach einem Entwurf des Sonneberger Architekten Karl Mader als Logenhaus für die Freimaurerloge „Johannes zur aufgehenden Sonne“. Nach 1935 wurde der Massivbau mit Walmdach als Verwaltungsgebäude genutzt, wobei 1939 größere Umbauten durch Franz Boxberger durchgeführt wurden. |    |
| Fotos hochladen                | Brauereikeller                                                      | Braugasse (Karte)                                   |           | Im 19. und 20. Jahrhundert errichteten in der Braugasse mehrere Brauereien unter dem Eichberg im anstehenden Sandstein mehrere Kelleranlagen, die schrittweise mit Belüftungsschächten und -stollen erweitert wurden. |    |
| Fotos hochladen                | Wohn- und Geschäftshaus                                             | Charlottenstraße 12 (Karte)                         |           | Im Jahr 1881 beauftragte der Rechtsanwalt und Notar Rudolf Doebner den Bau des Wohn- und Geschäftshauses. Die Planung des verputzten Fachwerkbaus mit Walmdach im Neurenaissance-Stil oblag Robert Brückner. 1900 folgte ein Umbau durch den Meininger Hermann Schubert. |    |
| Fotos hochladen                | Wohnhaus                                                            | Coburger Allee 5 (Karte)                            |           | Das Wohnhaus mit Neurenaissance- und Heimatstil-Formen entwarf 1890 Eduard Schmidt für den Privatier Richard Schubert. Der Massivbau mit Walmdach und Treppenturm wurde 1902 an der Ostecke erweitert. |    |
| Fotos hochladen                | Wohn- und Geschäftshaus                                             | Coburger Allee 8 (Karte)                            |           | Das zweigeschossige Wohn- und Geschäftshaus entstand 1895 für den Stuckateur Johann Pulvermüller. Den Massivbau mit Walmdach entwarf Bernhard Brückner. |    |
| Fotos hochladen                | Wohnhaus                                                            | Coburger Allee 30 (Karte)                           |           | Das Wohnhaus aus dem Jahr 1897 errichtete der Zimmermeister Fritz Müller nach eigenen Entwürfen mit Formen des Eklektizismus und des Heimatstils auf eigene Rechnung. Der Massiv- und Fachwerkbau mit schiefergedecktem Walmdach wurde 1905 erweitert und in den 1920er Jahren umgebaut. |    |
| Fotos hochladen                | Wohnhaus                                                            | Coburger Allee 32 (Karte)                           |           | Das Wohnhaus aus dem Jahr 1895 errichtete der Zimmermeister Fritz Müller nach eigenen Entwürfen mit Formen des Eklektizismus und des Heimatstils auf eigene Rechnung. Der zweigeschossige Massiv- und Fachwerkbau mit schiefergedecktem Walmdach wurde 1934 nach Plänen von Franz Trapper erweitert. |    |
| Fotos hochladen                | Wohnhaus                                                            | Coburger Allee 34 (Karte)                           |           | Das Wohnhaus aus dem Jahr 1894 errichtete der Zimmermeister Fritz Müller nach eigenen Entwürfen mit Formen des Eklektizismus und des Heimatstils auf eigene Rechnung. Den zweigeschossigen Massiv- und Fachwerkbau mit schiefergedecktem Walmdach ließ 1921 der Tierstimmenfabrikant Georg Steiner durch C. Büchner um ein Fabrikgebäude erweitern. 1923 folgte eine zweite Erweiterung. |    |
| Fotos hochladen                | Wohnhaus                                                            | Coburger Allee 36 (Karte)                           |           | Das 1893–1894 entstandene Wohnhaus führte der Zimmermeister Fritz Müller nach eigenen Entwürfen in Formen des Eklektizismus und des Heimatstils auf eigene Rechnung aus. Der zweigeschossige Massiv- und Fachwerkbau hat ein Walmdach und einen Treppenturm mit einem Pyramidendach sowie als Eingangsüberdachung eine Veranda mit Kunstverglasung. |    |
| Fotos hochladen                | Wohnhaus                                                            | Coburger Allee 38 (Karte)                           |           | Das Wohnhaus aus dem Jahr 1893 errichtete der Zimmermeister Fritz Müller nach eigenen Entwürfen in Formen des Eklektizismus und des Heimatstils auf eigene Rechnung. Das zweigeschossige Gebäude ist gekennzeichnet durch ein massives Erdgeschoss aus Ziegelstein-Mauerwerk und im Obergeschoss sowie in den Giebelbereichen durch reich verziertes Fachwerk. |    |
| Fotos hochladen                | Wohnhaus                                                            | Coburger Allee 40 (Karte)                           |           | Das Wohnhaus ließ sich 1880 der Hofapotheker Fritz Schäfer nach einem Entwurf von Eduard Schmidt errichten. 1934 folgte durch Franz Trapper eine Erweiterung des Massivbaus mit Satteldach und Treppenturm. |    |
| Fotos hochladen                | Wohnhaus                                                            | Coburger Allee 48 (Karte)                           |           | Das Wohnhaus mit nicht mehr erhaltenen Nebengebäuden baute sich 1897 der Bauunternehmer Eduard Schmidt. Den zweigeschossigen Massivbau mit Walmdach erwarb 1911 der Viehhändler Markus Illig. |    |
| Fotos hochladen                | Wohnhaus                                                            | Coburger Straße 2 (Karte)                           |           | Das Wohnhaus im Neurenaissance-Stil wurde 1887 für den Bankier Georg Ortelli gebaut. Die Veranda des Massivbaus mit Walmdach plante 1902 der Münchner Architekt Albert Schmidt. |    |
| Fotos hochladen                | Wohnhaus                                                            | Coburger Straße 4 (Karte)                           |           | Der zweigeschossigen Massivbau mit Mansardwalmdach stammt aus dem Jahr 1876. Bauherr des im Neurenaissance-Stil errichteten Wohnhauses war der Kaufmann August Luge. 1999 wurde das Gebäude umgebaut und saniert sowie durch eine verglaste Veranda und Dachaufbauten erweitert. |    |
| Fotos hochladen                | Wohnhaus                                                            | Coburger Straße 30 (Karte)                          |           | Der Zahnarzt Carl Roth beauftragte 1913 den Bau des Wohnhauses mit Praxisräumen nach einem Entwurf des Münchner Architekten Albert Schmidt. Es entstand ein repräsentativer zweigeschossiger Massivbau mit Mansardwalmdach. |    |
| Fotos hochladen                | Gedenktafel                                                         | Coburger Straße 31 (Karte)                          |           | Die Gedenktafel erinnert an den Todesmarsch von vermutlich 467 Häftlingen des KZ Außenkommandos Sonneberg. Die Häftlinge arbeiteten in der Maschinenfabrik Reinhardt und wurden Anfang April in Richtung Tschechien geschickt. Nur wenige überlebten den Marsch. Die SED-Kreisleitung Sonneberg ließ 1982 die Gedenktafel anbringen. |    |
| Fotos hochladen                | Wohn- und Geschäftshaus                                             | Cuno-Hoffmeister-Straße 3 (Karte)                   |           | Das Wohn- und Geschäftshaus entstand 1896–1898 für den Spielwarenfabrikanten Carl Geyer nach einem Entwurf von Georg Wicklein. Der zweigeschossige Massivbau mit Walmdach wurde 1898 durch ein Fabrikgebäude ergänzt, das 1907 aufgestockt und 2004 abgebrochen wurde. |    |
| Fotos hochladen                | Wohnhaus                                                            | Cuno-Hoffmeister-Straße 7 (Karte)                   |           | Bauherr des Wohnhauses im Neurenaissance-Stil war 1893 der Lederpuppenfabrikant Carl Hoffmeister. Die Planung des zweigeschossigen Massivbaus mit schiefergedecktem Walmdach stammte von den Berliner Architekten Georg Reimarus und Otto Hetzel. Ein Fabrikgebäude von 1890 steht als Hinterhaus, das als zweigeschossiger Fachwerkbau mit einem Krüppelwalmdach ausgeführt ist. |    |
| Fotos hochladen                | Vorderhaus der ehemaligen Holz- und Spielwarenfabrik Robert Hartwig | Cuno-Hoffmeister-Straße 18 (Karte)                  |           | Das Vorderhaus der ehemaligen Holz- und Spielwarenfabrik Robert Hartwig wurde 1913 nach Plänen von Georg Wicklein als Verwaltungs- und Lagergebäude errichtet. Seit 2000 wird der viergeschossige Ziegelsteinbau mit einem Walmdach, Gauben und Dachreiter vor allem als Wohngebäude genutzt. Auf dem rückwärtigen Grundstücksbereich steht das ehemalige Maschinenhaus von 1900, ein zweigeschossiges Gebäude mit Satteldach und Zierfachwerk. |    |
| Fotos hochladen                | Villa                                                               | Eller 3 (Karte)                                     |           | Die neubarocke Villa entstand 1896 für den Kaufmann und Inhaber eines Spielwaren-Exportgeschäfts Ernst Friedrich Dressel jun. nach Plänen des Münchner Architekten Albert Schmidt. Der Massivbau mit Mansarddach und turmartigen Anbau wurde 1941 durch Franz Tappert umgebaut. Von 1949 bis 1962 hatte die Kreisparteischule der SED in dem Gebäude ihren Sitz, danach die DDR-Grenztruppen, heute (2011) wird es als Wohnhaus genutzt. |    |
| Fotos hochladen                | Villa                                                               | Eller 4 (Karte)                                     |           | Die neubarocke Villa wurde 1900 für den Unternehmer Otto Dressel, Mitinhaber des größten Sonneberger Spielwarengeschäfts Cuno & Otto Dressel nach einem Entwurf des Münchner Architekten Albert Schmidt errichtet. Der Massivbau mit Mansardwalmdach ist eine der bedeutendsten Villen von Albert Schmidt in Sonneberg. Umbauarbeiten am Massivbau folgten 1919 und 1940 durch Franz Tappert. Von 1949 bis 1962 hatte die Kreisparteischule der SED in dem Gebäude ihren Sitz, danach die DDR-Grenztruppen, heute (2011) wird es als Wohnhaus genutzt. |    |
| Fotos hochladen                | ehemaliges Gärtnerhaus                                              | Eller 5 (Karte)                                     |           | Westlich der Villa steht das ehemalige Gärtnerhaus, das ebenfalls 1900 gebaut wurde. Der zweigeschossige Massivbau mit Mansarddach wurde 1911 umgebaut. Das Gebäude steht in einer Gartenanlage, die einen umfangreichen Bestand an historischen Baumpflanzungen aufweist. |    |
| Fotos hochladen                | Gaststätte „Alter Fritz“                                            | Erholungsstraße 2 (Karte)                           |           | Die Gaststätte „Alter Fritz“ eröffnete 1881 der Brauereibesitzer Fritz Heubach. Die Gaststube und das Jägerzimmer haben seit 1882 eine Neurenaissance-Ausstattung, bestehend aus Lambris mit reichen Schnitzereien, säulengerahmten Türen mit Verdachungen, Fenster mit Farbverglasungen und Kassettendecke. |    |
| Fotos hochladen                | Wohnhaus                                                            | Erholungsstraße 8 (Karte)                           |           | Das Wohnhaus wurde Mitte des 19. Jahrhunderts im Rundbogenstil errichtet. Der zweigeschossige Massiv- und Fachwerkbau ist mit Ziegelsteinen gebaut und hat ein Satteldach mit Kniestock. |    |
| Fotos hochladen                | Wohn- und Geschäftshaus                                             | Ernststraße 2 (Karte)                               |           | Das Wohn- und Geschäftshaus ließ 1888 der Kaufmann Ernst Martin errichten. Der Entwurf für den Massivbau mit Satteldach stammte von Eduard Schmidt. 1898 folgte ein Umbau des Erdgeschosses, und 1928 veranlasste der Kaufmann Kurt Böttner eine Aufstockung und 1932 den Anbau eines Lagergebäudes. |    |
| Fotos hochladen                | Wohnhaus                                                            | Gerichtssteig 1 (Karte)                             |           | Das Wohnhaus, ein Massiv- und Fachwerkbau mit Mansarddach, stammt in seinem Kern aus dem 16. Jahrhundert oder früher. Eine Aufstockung um zwei Obergeschosse wurde gemäß Hauszeichen im Jahr 1689 durchgeführt. In der Folgezeit wurde das Gebäude nach jeweiligen Umbauten unter anderem als Verwaltungsbau und zwischen 1872 und 1901 als Gewerbeschule genutzt. Seitdem dient es Wohnzwecken. Hinter dem Gebäude liegt eine Sandsteinhöhle mit einer frühen sakrale Stelle. Die Mönchszelle oder Cella Antiqua stammt wohl aus der Mitte des 8. Jahrhunderts. |    |
| Fotos hochladen                | ehemaliges Gefängnis                                                | Gerichtssteig 10 (Karte)                            |           | Das ehemaliges, seit 1963 nicht mehr genutztes Gefängnis stammt in seinem Kern aus dem 17. Jahrhundert. 1883/1884 wurde eine Erweiterung nach Norden und eine Aufstockung zu einem dreigeschossigen Massivbau mit schiefergedecktem Walmdach nach Plänen von Karl Rommel ausgeführt. Eine neue Gefängnismauer wurde 1954 errichtet. |    |
| Fotos hochladen                | Gedenktafel                                                         | Grüntal (Karte)                                     |           | Die Gedenktafel an einem Stein erinnert an den Todesmarsch von vermutlich 467 Häftlingen des KZ Außenkommandos Sonneberg. Die Häftlinge arbeiteten in der Maschinenfabrik Reinhardt und wurden Anfang April in Richtung Tschechien geschickt. Nur wenige überlebten den Marsch. Die SED-Kreisleitung Sonneberg ließ 1982 die Gedenktafel anbringen. |    |
| Fotos hochladen                | Wohn- und Geschäftshaus                                             | Gustav-König-Straße 2 (Karte)                       |           | Das Wohn- und Geschäftshaus entstand 1901 nach einem Entwurf von Bernhard Brückner, Bauherr war der Konditor Ernst Brückner. Der dreigeschossige Massivbau mit schiefergedecktem Walmdach und halbrundem turmartigen Anbau liegt exponiert an einer spitzwinkligen Straßengabelung. Aufgrund seines trapezförmigen Grundrisses und der markanten Bauform wird das Gebäude im Volksmund „Bügeleisen“ genannt. |    |
| Fotos hochladen                | ehemaliges Geschäftshaus                                            | Gustav-König-Straße 10 (Karte)                      |           | Das ehemalige Geschäftshaus ließ sich die US-amerikanische Warenhauskette S. S. Kresge & Co. aus Detroit als repräsentatives Einkaufshaus errichten. Den ersten Bauabschnitt von 1921 planten die Sonneberger Architekten Franz Boxberger und Ernst Herbart als dreigeschossigen Massivbau mit Walmdach und L-förmigem Grundriss. Die südliche Erweiterung zu einer Dreiflügelanlage folgte 1927/1928 nach einem Entwurf von Walter Buchholz. Dabei entstand erneut eine symmetrische Straßenfassade. Zwischen den Gebäudeteilen steht zentral ein achteckiger Torturm, der Stilformen des Expressionismus sowie des Art déco aufweist und durch die Plastik eines Weihnachtsmanns geschmückt wird. |    |
| Fotos hochladen                | Gebäude                                                             | Gustav-König-Straße 27 (Karte)                      |           | Das Gebäude ließ sich die Industrie- und Handelskammer Südthüringen 1938/39 nach einem Entwurf des Berliner Architekten Kurt Krauße errichten. Der zweigeschossige Massivbau mit ausgebautem Walmdach wurde von 1952 bis 1990 von der Pionierorganisation Ernst Thälmann genutzt und ist seitdem wieder Sitz der IHK. |    |
| Fotos hochladen                | Postamt                                                             | Gustav-König-Straße 42 (Karte)                      |           | Das Postamt ließ die Deutsche Reichspost 1931–1932 unter Leitung von Baurat Kaspar im Stil des Neuen Bauens errichten. Im Gegensatz zur Nachbarbebauung hat der viergeschossige Massivbau kein Walmdach, sondern ein Flachdach. Die Straßenfassade ist durch an den Giebelseiten halbkreisförmig anschließende Treppenhäuser sowie das überstehende Flachdach gekennzeichnet. An der Nordseite ist ein halbkreisförmiger Pavillon angebaut. |    |
| Fotos hochladen                | Wohn- und Geschäftshaus                                             | Juttaplatz 18/20 (Karte)                            |           | Das Wohn- und Geschäftshaus errichtete sich 1904 der Bauunternehmer Bernhard Brückner nach einem eigenen Entwurf. Der auf einem Untergeschoss stehende, dreigeschossige Massivbau mit einer ockerfarbenen Verblendsteinfassade und Sandsteingliederungen hat ein Mansarddach und weist Jugendstilformen auf. |    |
| Fotos hochladen                | Pfarrhaus                                                           | Juttastraße 27 (Karte)                              |           | Das Pfarrhaus der römisch-katholischen Gemeinde wurde 1894 nach Plänen von Ch. Martin gebaut. Der Puppenfabrikant Caspar Dill finanzierte es. Der neuromanische, zweigeschossige Massivbau hat eine rote Verblendsteinverkleidung und ein schiefergedecktes Satteldach. |    |
| Fotos hochladen                | Wohn- und Geschäftshaus                                             | Karlstraße 12 (Karte)                               |           | Den Bau des Wohn- und Geschäftshauses der Puppenfabrik Carl Harmus beauftragte 1911 der Fabrikant Viktor Sachsenweger. Die Planung stammte von Georg Wicklein & Eichhorn. 1919 folgte ein Umbau zu Wohnzwecken. Dar neubarock geprägte, zweigeschossige Massivbau hat ein schiefergedecktes Mansarddach. Das Hinterhaus ist ein viergeschossiges Fabrikgebäude aus Ziegelsteinen mit Flachdach, das größtenteils 1934 nach einem Entwurf von Johann Carl Fischer entstanden ist. |    |
| Fotos hochladen                | Wohnhaus                                                            | Karlstraße 35 (Karte)                               |           | Der Kaufmann Edmund Siegel beauftragte 1910 den Bauunternehmer Bernhard Brückner mit dem Bau des Wohnhauses. Über dem an der Rückfront gelegenen Eingang ließ er die Büste des Herzogs Georg II. von Sachsen-Meiningen aufstellen. Es ist ein Gipsabguss der von Adolf von Hildebrand geschaffenen Bronzebüste, die im Schloss Elisabethenburg in Meiningen steht. |    |
| Fotos hochladen                | Villa                                                               | Kirchstraße 30 (Karte)                              |           | Der Kaufmann Ernst Dressel sen. war 1887 Bauherr der Villa, die gegenüber der Stadtkirche St. Peter steht. Der Entwurf des auf einem Sockelgeschoss stehenden, eingeschossigen Ziegelstein-Massivbaus mit Sandsteingliederungen und schiefergedecktem Mansardwalmdach stammt von Albert Schmidt. Das Gebäude weist eine kompakte neubarocke Baugestalt und Neurenaissance-Stilistik in den Einzelformen auf. |    |
| Fotos hochladen                | Wohnhaus                                                            | Kirchstraße 32 (Karte)                              |           | Das repräsentative Wohnhaus ließ der Kaufmann Adolf Fleischmann 1847 nach Plänen von Johann Michael Schmidt als Stampflehmbau errichten und benannte es nach seiner Frau Villa Amalie. Es ist ein dreigeschossiges Gebäude mit neugotischen Stilformen. 1903 beauftragte Carl Craemer, Erbe Fleischmanns, Albert Schmidt, Sohn von Johann Michael Schmidt, mit einer Erweiterungsplanung im Stil des Historismus, die unter anderem an der Nordwestseite einen Treppenhausturm mit Kegeldach und eine Aufstockung des alten, polygonalen Treppenhauses in Fachwerk umfasste. Zu dem Anwesen gehört ein Garten mit historischen Baumpflanzungen. Seit der Wende wird das Gebäude als Mehrgenerationenhaus genutzt. |    |
| weitere Bilder Fotos hochladen | Stadtkirche                                                         | Kirchstraße 37 (Karte)                              | 1845      | Die neugotische Stadtkirche St. Peter wurde 1843–1845 nach Plänen von Carl Alexander Heideloff nach Vorbild der Lorenzkirche in Nürnberg errichtet. Die Hallenkirche hat ein dreischiffiges, fünfjochiges Langhaus mit eingezogenem Chor und eine südwestliche, 45 Meter hohe Doppelturmfassade. Das Gotteshaus prägt eine helle Sandsteinfassade. Säulen, Emporen und die Decke des Innenraums bestehen aus verputzten und farbig gefassten Holzkonstruktionen. |    |
| Fotos hochladen                | Obelisk                                                             | Kirchstraße (Karte)                                 |           | 1873–1874 entstand neben der Stadtkirche St. Peter zum Gedenken an die im Deutsch-Französischen Krieg Gefallenen ein auf einem Sockel stehender Obelisk aus Marmor, den Wilhelm Netzsch aus Selb entworfen hatte. Eine Erweiterung der Gedenkstätte folgte 1925 für die Gefallenen des Ersten Weltkriegs. Der Grundriss stammt vom Stuttgarter Architekten Ernst Leistner, die Gestaltung von Franz Boxberger und Ernst Herbart. Auf einer Betonwand sind die Namen der Gefallenen angebracht und gegenüber dem Obelisk steht ein mit Granit verblendeter Pfeiler mit einer Kreuzbekrönung. |    |
| Fotos hochladen                | Denkmal                                                             | Kirchstraße (Karte)                                 |           | 1894 wurde das Denkmal für den Sprachwissenschaftler August Schleicher, der als Kind in Sonneberg lebte, auf Anregung des Verschönerungsvereins aufgestellt. Der Entwurf des Bronzereliefs in Medaillonform stammte von Reinhard Möller. |    |
| Fotos hochladen                | Wohn- und Geschäftshaus                                             | Köppelsdorfer Straße 32 (Karte)                     |           | Im Jahr 1877 wurde das Wohn- und Geschäftshaus für den Kaufmann August Siedel gebaut. Die Planung des zweigeschossigen Massivbaus mit Mansardwalmdach stammte von Eduard Schmidt, der auch die Erweiterung vom 1887 entwarf. Der repräsentative, dreigeschossige Erweiterungsbau in Neurenaissance-Formen besitzt eine markante turmartige Eckausbildung mit einem kuppelförmigen Dach. Seine Fassade besteht aus Ziegel mit Sandsteingliederungen. |    |
| Fotos hochladen                | Wohn- und Geschäftshaus                                             | Köppelsdorfer Straße 40 (Karte)                     |           | Der Puppenfabrikant Hermann Hachmeister veranlasste 1888 den Bau des Wohn- und Geschäftshauses nach einem Entwurf von Adolf Meurer. 1896 folgte der Anbau eines Fabrikgebäudes durch das Baugeschäft Albert Schmidt. 1994 bis 1996 wurde das Anwesen saniert und zu Wohnzwecken umgebaut. Der dreigeschossige Massiv- und Fachwerkbau hat ein Krüppelwalmdach und an der Straßenfront einen Eckturm mit Pyramidendach. |    |
| Fotos hochladen                | Grabmale                                                            | Lutherhausweg 9 (Karte)                             |           | Der Sonneberger Friedhof entstand 1854–1855 am Schönberg östlich der Stadtkirche St. Peter. Zum Einzeldenkmalbestand zählen die Grabmale der Familien Otto Dressel, Philipp Hartung, Dressel und Hoffmeister, Gustav Stier, von Walther und Adolf Fleischmann. Am Eingang ist ein 1917 vom Bildhauer Kurt Kluge geschaffenes Relief von der aufgelassenen Grabstätte der Familie Matthäus Hofmann aufgestellt. Im Foyer der Feierhalle steht eine Pietà von Rudolf Brückner-Fuhlrott aus dem Jahr 1954. Den Sowjetischen Ehrenfriedhof gestaltete 1977 Erich Schramm neu. |    |
| Fotos hochladen                | Lutherhaus                                                          | Lutherhausweg 19 (Karte)                            |           | Das Lutherhaus, ein Blockbau mit Satteldach, stand ursprünglich als Bauernhaus in Judenbach, wo es zwischen 1552 und 1555 errichtet wurde. Das vom Abbruch bedrohte Gebäude erwarb 1874 der Kaufmann Adolf Fleischmann und ließ es nach Sonneberg umsetzen. Der Name Lutherhaus beruht auf einer Legende, wonach Martin Luther auf seiner Reise durch Judenbach 1518 und 1530 in dem Anwesen übernachtet haben soll, was nicht sein kann, da das Lutherhaus jünger ist. Das eingeschossige Gebäude mit vorkragendem Giebel wurde mehrfach umgebaut und wird seit 1874 als Gaststätte genutzt. |    |
| Fotos hochladen                | Wohnhaus                                                            | Marienstraße 7 (Karte)                              |           | Das Wohnhaus ließ die Witwe Elise Quastenberg 1902 nach Plänen des Coburger Architekten Ernst Wustandt bauen. Später lebet die Familie des Unternehmers Max Spindler in dem Gebäude, das nach 1945 ein Altersheim beherbergte. Der auf einem Sockelgeschoss stehende zweigeschossige Massivbau besitzt historistische und Jugendstil-Formen. Markant ist das polygonale Erkertürmchen mit welscher Haube. |    |
| weitere Bilder Fotos hochladen | Altes Rathaus                                                       | Marktplatz 1 (Karte)                                |           | Das Alte Rathaus ließ die Stadt nach dem Stadtbrand von 1840 nach Plänen von Carl Alexander von Heideloff 1844–1845 im neugotischen Stil errichten. Ein Umbau folgte 1886/1887 nach einem Entwurf von Hermann Schuberth. Nach der Fertigstellung des Neuen Rathauses wurde es als Heimatmuseum genutzt, später als Jugendherberge und durch die Hitlerjugend und nach dem Zweiten Weltkrieg durch die sowjetische Geheimpolizei. Ab den 1950er Jahren diente das Haus Wohnzwecken, ein Umbau zum Gzeschäftshaus erfolgte 1996/1997. Der auf einem Sockel stehende, zweigeschossige Massiv- und Fachwerkbau hat ein schiefergedecktes Kreuzdach. Markant ist der dreiachsige Mittelrisalit mit vorgesetzter Altane, einem Treppengiebel und Giebelreiter sowie Landes- und Stadtwappen. Es sind sowohl gotische Elemente, wie die Rosenornamente auf dem Balkonsims, als auch romanische Formen kirchlicher Architektur, wie die Rundbogen der Erdgeschossfenster und des Haupteingangs, vorhanden. |    |
| Fotos hochladen                | Gedenktafel                                                         | Marktplatz 2 (Karte)                                |           | Die Gedenktafel erinnert an den Todesmarsch von vermutlich 467 Häftlingen des KZ Außenkommandos Sonneberg. Die Häftlinge arbeiteten in der Maschinenfabrik Reinhardt und wurden Anfang April in Richtung Tschechien geschickt. Nur wenige überlebten den Marsch. Die SED-Kreisleitung Sonneberg ließ 1982 die Gedenktafel anbringen. |    |
| Fotos hochladen                | ehemaliges Schulgebäude                                             | Mühlgasse 4 (Karte)                                 |           | Das ehemalige Schulgebäude stammt aus dem Jahr 1836. Den auf einem Sockel stehenden, dreigeschossigen Fachwerkbau mit schiefergedecktem Walmdach plante Johann Michael Schmidt. Ein hofseitiger Anbau von 1865 ergab einen U-förmigen Grundriss mit Innenhof. Nach der Schließung der Schule 1911 wurde das Gebäude 1914 zu Wohnzwecken umgebaut. Das Gebäude war ursprünglich verputzt. |    |
| Fotos hochladen                | Wohnhaus                                                            | Mühlgasse 10 (Karte)                                |           | Das Wohnhaus stammt aus dem Anfang des 19. Jahrhunderts. 1888 ließ es der Spielwarenfabrikant Gustav Eichhorn nach Plänen von J. Carl Fischer umbauen. 1997 wurde eine Sanierung ausgeführt. Das zweigeschossige, giebelständige Massiv- und Fachwerkhaus hat ein Krüppelwalmdach und zeichnet sich durch eine zweifarbige Wandverschieferung mit Zierformen aus. |    |
| Fotos hochladen                | Wohn- und Geschäftshaus                                             | Obere Marktstraße 2 (Karte)                         |           | Das Wohn- und Geschäftshaus wurde Ende des 18. oder Anfang des 19. Jahrhunderts für ein Handelsgeschäft gebaut. Anfang des 20. Jahrhunderts folgte ein erster Umbau und eine Erweiterung nach Plänen von Christian Rauscher für den Kaufmann Eduard Müller. Einen zweiten Umbau veranlasste 1920 der Spielwarenfabrikant Adolf Reißenweber. Der zweigeschossige, verkleidete Fachwerkbau hat ein ausgebautes Mansarddach und ist durch eine symmetrisch gegliederte Fassade am Kleinen Markt gekennzeichnet. |    |
| Fotos hochladen                | Brückenanlage                                                       | Obere Marktstraße / Mühlgasse (Karte)               |           | 1907 wurde die aus zwei Brücken über die Röthen sowie anschließende, im Grundriss gekrümmte Sitzbänken bestehende Brückenanlage errichtet. Die Brücken sind mit Sandstein verkleidete Stahlbeton-Bogenkonstruktionen, die neubarock ausgestaltet sind. |    |
| Fotos hochladen                | Bronzeglocke                                                        | Oberlinder Straße 3 (Karte)                         |           | Die Bronzeglocke wurde 1844 in Apolda von Carl Friedrich Ulrich für die Stadtkirche St. Peter gegossen. 1950 wurde das Geläut ausgetauscht und die Glocke wurde 1954 dem evangelischen Annastift übergeben, das sie in einem neuen Glockenstuhl im Garten wieder aufhängte. |    |
| Fotos hochladen                | Schulgebäude                                                        | Oberlinder Straße 10 (Karte)                        |           | Das Schulgebäude der Lohauschule, die bis 1918 Herzog-Georg-Schule hieß, wurde 1905–1906 nach einem Entwurf von Albert Schmidt errichtet. Die bauzeitliche Turnhalle wurde 1993 durch einen Neubau ersetzt. Das damals mit naturwissenschaftlichen Kabinetten und Brausebad für eine Volksschule modern eingerichtete dreigeschossige Gebäude hat einen L-förmigen Grundriss. Ein Dachreiter mit Umgang, Uhr und Laterne sitzt in der Mitte auf dem Walmdach. |    |
| weitere Bilder Fotos hochladen | katholische Pfarrkirche St. Stephanus                               | Rathenaustraße 11 (Karte)                           | 1903      | Die katholische Pfarrkirche St. Stephanus ist eine neuromanische Gewölbe-Basilika mit Querhaus und Turmfassade. Sie wurde 1902–1903 nach einem Entwurf de Berliner Architekten Georg Reimarus und Otto Hetzel mit einer verputzten Fassade und Sandsteingliederungen errichtet. An der Westseite stehen ein viergeschossiger Glockenturm mit Rhombendach und quadratischen Grundriss sowie ein kleinerer, runder, zweigeschossiger Turm mit einem Kegeldach. Die ursprüngliche Innenausmalung aus dem Jahr 1913 von Caspar Schleibner wurde 1951 im Rahmen einer Neugestaltung zerstört. |    |
| Fotos hochladen                | Gedenktafel                                                         | Röthengrund (Karte)                                 |           | Die Gedenktafel an einem Stein erinnert an den Todesmarsch von vermutlich 467 Häftlingen des KZ Außenkommandos Sonneberg. Die Häftlinge arbeiteten in der Maschinenfabrik Reinhardt und wurden Anfang April in Richtung Tschechien geschickt. Nur wenige überlebten den Marsch. Die SED-Kreisleitung Sonneberg ließ 1982 die Gedenktafel anbringen. |    |
| Fotos hochladen                | Wohnhaus                                                            | Rosengasse 14 (Karte)                               |           | Der eingeschossige verputzte Fachwerkbau mit schiefergedecktem Walmdach stammt aus dem ersten Drittel des 19. Jahrhunderts. Das Wohnhaus ist das einzige, weitestgehend erhaltene klassizistische Gebäude in den Unteren Stadt. Es gehört zu den ältesten in dem Stadtteil. |    |
| Fotos hochladen                | Halden                                                              | Salzbrunnenweg (Karte)                              |           | Am Salzbrunnen wurde zeitweise Bergbau betrieben, unter anderem zwischen 1539 und 1592 erfolglos auf Steinsalz und 1785 und 1789 erfolgreich auf Gips. Zwei westöstlich verlaufende Halden sind erhalten geblieben. |    |
| Fotos hochladen                | Wohn- und Geschäftshaus                                             | Schanzstraße 8 (Karte)                              |           | Das Wohn- und Geschäftshaus ließ sich 1901 der Kaufmann Victor Weinland bauen. G. Stang plante den dreigeschossigen Massivbau mit einer symmetrischen Fassade aus Verblendsteinen und Sandsteingliederungen sowie einem schiefergedeckten Mansardwalmdach. 1912 folgte auf der Rückseite der Anbau eines Lagerhauses. |    |
| Fotos hochladen                | Villa                                                               | Schanzstraße 12 (Karte)                             |           | Die repräsentative neubarocke Villa wurde 1899–1900 für den Kaufmann Wilhelm Dressel nach Entwurf des Architekten Albert Schmidt errichtet. Nach 1945 wurde sie als Kindergarten genutzt und ab 1998 wieder zu Wohnzwecken. Der auf einem Sockelgeschoss stehende, zweigeschossige Massivbau hat ein schiefergedecktes Walmdach und wird durch den Eingang mit einer davor stehenden Altane und den Treppenturm mit Zwiebeldach geprägt. |    |
| weitere Bilder Fotos hochladen | Burg Sonneberg                                                      | Schlossbergstraße 1 (Karte)                         |           | Eine Burg Sonneberg war vor 1150 entstanden und wurde 1635/1639 zerstört. Auf Initiative und nach Plänen von Carl Alexander von Heideloff wurden auf dem Schlossberg im neugotischen Stil 1844 ein Turm und 1845 ein Schützenhaus (1950 abgebrochen) gebaut. 1850 folgte ein Saalbau in gotisierenden Formen. Adolf Meurer plante die Erweiterung des Massivbaus mit Mansarddach von 1860 und die Ende der 1860er Jahre durchgeführte Erhöhung von Saal und Turm. 1927/1928 kam es zu einer Erweiterung und 1950–1953 zu einer Neugestaltung im Stil der Nationalen Tradition zur Nutzung als Gaststätte. Eine Erweiterung und Sanierung gab es 1997 im Zuge der neuen Nutzung als Hotel. |    |
| Fotos hochladen                | Wohnhaus                                                            | Schönbergstraße 17b (Karte)                         |           | Bauherr des Wohnhauses aus dem Jahr 1901 war der Bauunternehmer und Kaufmann Albin Koch. Den Entwurf erstellte das Architekturbüro Georg Wicklein & Eichhorn. 1908 wurde der Gewerbeschullehrer Paul Kuntze Eigentümer des Anwesens. Eine Sanierung mit Anbau eines Wintergartens folgte 2003. Der auf einem Sockelgeschoss stehende, eingeschossige Massivbau wird von einem Walmdach abgeschlossen. Ockerfarbene und rote Verblebdsteine gliedern die Fassade des Wohnhauses, dessen bauzeitliche Ausstattung noch teilweise vorhanden ist. |    |
| Fotos hochladen                | Wohnhaus                                                            | Schönbergstraße 58 (Karte)                          |           | Das Wohnhaus ließ 1929 der Rechtsanwalt und Notar Otto Möller am Südwesthang des Schönbergs errichten. Das Landhaus mit einem verklinkerten Sockel- und einem verputzten Hauptgeschoss, einer großen Terrasse sowie einem Walmdach gestaltete Albin Forkel in Formen des Neuen Bauens und des Art déco. Die in ein Stützmauer integrierte Garage aus Klinkermauerwerk stammt von Johann Carl Fischer. |    |
| Fotos hochladen                | Wohnhaus                                                            | Schönbergstraße 64 (Karte)                          |           | Das Wohnhaus entstand 1927 am Südwesthang des Schönbergs für den Kaufmann Carl Weiß nach Plänen von Franz Boxberger und Ernst Herbart. Der traufständige, zur Straßenfront zweigeschossige Massivbau mit ausgebautem Satteldach hat einen dreigeschossigen turmartigen Anbau mit Garage und Pyramidendach. Die Stützmauern bestehen aus Naturstein-Rustikamauerwerk. |    |
| Fotos hochladen                | Wohnhaus                                                            | Schöne Aussicht 38 (Karte)                          |           | Das Wohnhaus entstand 1908 nach Plänen des Architekten und Bauunternehmers Johann Carl Fischer. Der Massivbau hat ein Sockel- und zwei Hauptgeschosse und wird von einem Walmdach abgeschlossen. Die Straßenfassade ist mit einem Mittelrisalit mit polygonalen Anbau und Ziergiebel gestaltet und hat stellenweise neubarocke Stuckdekorationen. |    |
| Fotos hochladen                | Villa                                                               | Schöne Aussicht 45 (Karte)                          |           | Die Villa wurde 1914 nach Plänen des Berliner Architekten Paul Weber für den Spielzeugfabrikanten Otto Froebel gebaut. Der Massivbau hat ein Sockel- und zwei Hauptgeschosse. Er wird von einem schiefergedeckten Krüppelwalmdach abgeschlossen und weist neubarocke Stilformen sowie Einflüsse der Heimatschutzbewegung auf. Der große Garten besitzt historische Baumpflanzungen. |    |
| Fotos hochladen                | Amtsgericht Sonneberg                                               | Untere Marktstraße 2 (Karte)                        |           | Der Altbau des Amtsgerichts wurde 1902 nach Plänen des Meininger Architekten Hermann Schubert errichtet. Es war ein Erweiterungsbau für den Altbau aus dem 16./17. Jahrhundert, der 2001 durch einen Neubau ersetzt wurde. Das massive, dreigeschossige Neurenaissancegebäude hat zum Marktplatz eine symmetrische Fassade aus roten Verblendsteinen mit Sandsteingliederungen. Eckrisalite mit Eckquaderung gliedern die Fassade. Oben wird das Haus durch ein ausgebautes, verschiefertes Satteldach abgeschlossen. |    |
| Fotos hochladen                | Hauszeichen                                                         | Untere Marktstraße 2 (Karte)                        |           | Das Hauszeichen des 2001 abgebrochenen Gebäudetrakts trägt die Jahreszahl 1699 und den Namen Johann Prieffer von Miespach auf Kemmeten. Der war Besitzer eines Ritterguts und mit dem Erweiterungsbau des ehemaligen Herrenhauses legte er den Grundstein für das spätere herzogliche Amtsgerichtgebäude. |    |
| Fotos hochladen                | Wohn- und Geschäftshaus                                             | Untere Marktstraße 7 (Karte)                        |           | Das spätklassizistische Wohn- und Geschäftshaus wurde 1840 nach Plänen von Johann Michael Schmidt als Fabrikgebäude errichtet. Es gehörte unter anderem den Puppenfabriken Müller & Straßburger und Hugo Heubach sowie dem Exportgeschäft Cuno & Otto Dressel. 1895 kaufte die Stadt Sonneberg das Anwesen. Es dient seitdem der Sparkasse als Geschäftsstelle. Im Obergeschoss entstand 1908 eine Dienstwohnung für den 1. Bürgermeister. Dabei erhielt der zweigeschossige Massivbau mit Walmdach einen Erker und straßenseitigen Eingang in neuklassizistischen Formen. |    |
| Fotos hochladen                | Wohnhaus                                                            | Untere Marktstraße 9 (Karte)                        |           | Das spätklassizistische Wohnhaus und ehemalige Fabrikgebäude hat einen Kern aus dem Anfang des 19. Jahrhunderts und wurde 1832 nach einem Entwurf von Johann Michael Schmidt aufgestockt. Es gehörte unter anderem den Puppenfabriken Müller & Straßburger und Hugo Heubach sowie dem Exportgeschäft Cuno & Otto Dressel. 1895 kaufte die Stadt Sonneberg das Gebäude und ließ es 1896 nach Plänen von Max Fischer zum Altersheim umbauen. Es folgten 1920 der Einbau von Büroräumen und später einer Wohnung. 1993 bis 1995 wurde das Gebäude saniert und zur Nutzung als Wohn- und Geschäftshaus umgebaut. Der zweigeschossige, giebelständige Massivbau hat eine dreiachsige, symmetrische Straßenfassade mit gebänderten Lisenen zwischen den Fensterreihen. |    |
| Fotos hochladen                | ehemaliges Lager- und Fabrikgebäude                                 | Untere Marktstraße 11 (Karte)                       |           | Das ehemalige Lager- und Fabrikgebäude entstand in der ersten Hälfte des 19. Jahrhunderts. Eigentümer war wie beim Nachbarhaus Untere Marktstraße 13 das Exportgeschäft Gebr. Fleischmann. Das Gebäude wurde mehrfach umgebaut, so unter anderem 1934 zu Wohnzwecken. Der verputzte Massiv- und Fachwerkbau hat zwei Geschosse und ein Satteldach. Der straßenseitige Giebel besitzt drei Fensterachsen und ein vierteiliges Dachbodenfenster mit neugotischer Sprossung. |    |
| Fotos hochladen                | Wohnhaus                                                            | Untere Marktstraße 13 (Karte)                       |           | Nach der Bezeichnung an der Fassade „Erbaut um 1720“ stammt der Gebäudekern wohl aus dem 18. Jahrhundert. Der Dachstuhl wurde mit dendrochronologischen Untersuchungen auf den Zeitraum von 1802 bis 1807 datiert. Das heutige Wohnhaus war Sitz des Exportgeschäfts Gebr. Fleischmann und Elternhaus des Unternehmers, Politikers und Schriftstellers Adolf Fleischmann. Das markante, und im Neurenaissance-Stil reich verzierte Zwerchhaus wurde 1886 nach Plänen von Albert Schmidt errichtet. Der zweigeschossige, verputzte Fachwerkbau besitzt ein Mansardwalmdach und eine symmetrische Fassade mit 1938 erstellter Wandmalerei und Sinnspruch. |    |
| Fotos hochladen                | Wohn- und Geschäftshaus                                             | Untere Marktstraße 24 (Karte)                       |           | Wie das Hauszeichen belegt, ließ der Kaufmann und Bürgermeister Dietrich Döbrich das Wohn- und Geschäftshaus 1679 errichten. Das ursprünglich dreigeschossige Gebäude wurde 1906 nach Plänen von Edmund Schubert um eine Etage aufgestockt und bekam ein ausgebautes Satteldach mit Zwerchhaus. Das Traufseithaus ist eine verputzte Massiv- und Fachwerkkonstruktion. Die Brüstungen des ersten und zweiten Obergeschosses aus dem 17. Jahrhundert haben ein Zierfachwerk, Rautenfelder und von Viertelkreisbögen überschnittene Andreaskreuze. |    |
| Fotos hochladen                | Wohn- und Geschäftshaus                                             | Untere Marktstraße 33 (Karte)                       |           | Das Wohn- und Geschäftshaus entstand 1886 für den Kaufmann Julius Hutschenreuther nach Plänen von Albert Schmidt. Es ist ein dreigeschossiger Ziegelsteinbau mit Sandsteingliederungen im Neurenaissancestil. Die Straßenfassade ist mit neun Achsen und einem mittigen Zwerchhaus mit Ziergiebel symmetrisch gestaltet. An der Hausecke zum Unteren Markt steht ein polygonaler, dreigeschossiger Erkerturm mit Welscher Haube, der von einer freistehenden Säule getragen wird. Den oberen Abschluss des Gebäudes bildet ein ausgebautes Walmdach. |    |
| Fotos hochladen                | Wohn- und Geschäftshaus                                             | Untere Marktstraße 42 (Karte)                       |           | Den Bau des Wohn- und Geschäftshauses beauftragten die Kaufleute Hermann und Richard Diez um 1860/1870. Eine hofseitige Erweiterung folgte 1891. Das Traufseithaus hat drei Geschosse und ein ausgebautes Satteldach mit stehenden Gauben. Die symmetrisch gestaltete Fassade des Massivbaus besteht aus Ziegeln mit Sandsteingliederungen. Sie hat acht Achsen und im Erdgeschoss zwei Schaufenster mit gusseisernen Stützen und Verdachungen. |    |
| Fotos hochladen                | Stadtbrunnen                                                        | Untere Marktstraße (Karte)                          |           | Der Stadtbrunnen befindet sich neben dem Gebäude Untere Marktstraße 20. Ein Laufbrunnen an der Unteren Marktstraße ist für 1838 belegt. Nach einer Neufassung durch Martin Brückner im Jahr 1849 wurde der Brunnen 1869 städtisch. 1880 gab es eine erneute Neufassung und 1920 sowie 1952 Instandsetzungen. Der Wandbrunnen hat straßenseitig einen Treppenzugang. Die Brunnenwand steht in einer Nische hinter einem Rundbogen mit Diamantbogenquadern und Scheitelstein. |    |
| Fotos hochladen                | Wohnhaus                                                            | Unterer Markt 3 (Karte)                             |           | Im Jahr 1909 entstand das Gebäude als Wohnhaus mit Restaurant für den Gastwirt Karl Heinz nach Plänen von Georg Wicklein & Eichhorn. In den 1920er Jahren wohnte der Puppenfabrikant Eduard Römhild in dem Anwesen. Der zweigeschossige Massivbau hat eine vielgestaltige Fassade bestehend aus ockerfarbenen Verblendsteinen. Den oberen Abschluss bildet ein ausgebautes Mansarddach mit Schopfwalm. |    |
| Fotos hochladen                | Bürgerschule                                                        | Unterer Markt 4 (Karte)                             |           | Die Bürgerschule entstand 1885–1886 nach einem Entwurf von Hermann Schubert. Das neugotische Schulgebäude ist ein repräsentativer dreigeschossiger Massivbau mit einem Sockelgeschoss aus Bossenmauerwerk und einer Fassade aus Ziegel und Sandsteingliederungen. Der achtachsige Mitteltrakt hat beidseitig die Eingangsportale und mittig einen Risalit unter einem Treppengiebel mit einem Uhrwerk. Er wird durch die als Eckrisalite gestalteten Seitenflügel eingerahmt. Die Turnhalle wurde 1896 errichtet. Der eingeschossige Ziegelsteinbau mit Sandsteinsockel besitzt ein Krüppelwalmdach. |    |
| Fotos hochladen                | Wohn- und Geschäftshaus                                             | Unterer Markt 5 (Karte)                             |           | Das Wohn- und Geschäftshaus ließ sich 1833 der Fuhrunternehmer Theodor Schubart errichten. 1887 folgte rückwärtig eine Hofbebauung mit einem Lagerhaus, einer Remise und Stallungen. Erweiterungen gab es 1890 und 1914. Das Traufseithaus ist ein zweigeschossiger, verputzter bzw. verkleideter Massiv- und Fachwerkbau mit einem Ladengeschäft und ausgebautem Satteldach. Der Giebel ist verschiefert und ist mit einer Bleiweißmalerei mit Darstellung eines Fuhrwerks und Firmenaufschrift geschmückt. |    |
| Fotos hochladen                | Wohn- und Geschäftshaus                                             | Unterer Markt 7 (Karte)                             |           | Das Wohn- und Geschäftshaus der ehemaligen Sonnenapotheke entstand 1913 nach Plänen von Albert Schmidt für den Apotheker August Hartmann. Den dreigeschossigen, neubarocken Massivbau prägt ein Mansarddach und an der Hausecke über dem Ladeneingang ein polygonaler, dreigeschossiger Erkerturm mit Welscher Haube. Die zum Markt gerichtete Westfassade ziert unter anderem eine Sonnenuhr mit einer Stadtansicht von Sonneberg. |    |
| Fotos hochladen                | Fachwerkbaus                                                        | Untere Wehd 32 (Karte)                              |           | Den Kern des zweigeschossigen Massiv- und Fachwerkbaus mit Satteldach errichtete nach einer Inschrifttafel 1664 der Forstknecht August Kohlhas. Eine Renovierung führte 1753 Elias Schlesinger durch. Das Fachwerk wurde Anfang der 1960er Jahre größtenteils ersetzt, so dass vor allem die Sandsteinmauern des Erdgeschosses bauzeitlich sind. |    |
| Fotos hochladen                | Villa                                                               | Weißer Rangen 34 (Karte)                            |           | Die Villa im Stil der Neurenaissance entstand 1884 am Südhang des Eichbergs nach einem Entwurf von Albert Schmidt für den Unternehmer Carl Craemer. In dem Gebäude ist seit 1955 die städtische Musikschule untergebracht. Der auf einem natursteinverkleideten Sockelgeschoss stehende, zweigeschossige Massivbau besitzt ein schiefergedecktes Walmdach. Die Ziegelfassade mit Sandsteingliederungen ist gekennzeichnet durch turmartige Anbauten, verschiedene Fenster-, Ornament- und Dachformen sowie auf der Südseite durch einen Eckrisalit mit Ziergiebel. Die aufwändig bauzeitliche Innenausstattung, unter anderem eine Holzausstattung und Glasmalereien von Georg Kellner, ist größtenteils noch erhalten. |    |

## Denkmalensembles

### Untere Stadt
Das Denkmalensemble Untere Stadt entstand überwiegend in der Zeit zwischen den Gründerjahren und dem Ersten Weltkrieg. Es umfasst Am Stadtpark gesamt, die Bahnhofstraße 1–53 und 2–60, die gesamte Beethovenstraße, die Bernhardstraße 1–54, die Bettelhecker Straße 2 und 2a, die gesamte Charlottenstraße, die Coburger Allee 1–15 und 2–22, die gesamte Coburger Straße, die gesamte Ernststraße, die Gustav-König-Straße 1–23 und 2–20, der gesamte Juttaplatz, die gesamten Karl- und Kirchstraße, die Köppelsdorfer Straße 1–59, 2–78, Lohaustraße Flurstück 2015/8, die gesamten Marien- und Mozartstraße, die Oberlinder Straße 2–8, die gesamte Rathenaustraße, die gesamte Rosengasse, die gesamte Schanzstraße, die Schießhausstraße 1–29 und 2–32, die gesamte Schleicherstraße, die Schöne Aussicht 1–23, 27–39a und 2–38, die Untere Marktstraße 58 und der gesamte Untere Markt.

### Cuno-Hoffmeister-Straße
Das Denkmalensemble Cuno-Hoffmeister-Straße 1–29 und 2–24 entstand ab 1880 entlang der damaligen Robertstraße mit einer Mischbebauung aus Fabrik- und Wohngebäuden.

### Historische Familiengrabstätten
Das Denkmalensemble historische Familiengrabstätten umfasst auf dem Sonneberger Friedhof, der zwischen Neufanger Straße, Lutherhausweg und Schönbergstraße liegt, südliche Teilflächen der Grabfelder 1, 4, 6, 11 und 12 und das Gebiet oberhalb des Verbindungsweges zwischen Neufanger Straße und Lutherhausweg vom Eingang im Süden bis Grabfeld 14 im Norden.

## Bodendenkmale
Auf einer Hochfläche des Eichberges, die so genannte Kappel, liegt eine Wallanlage. Die Anlage wurde im 12./13. Jahrhundert genutzt.
Im gesamten Stadtgebiet stehen noch 16 von ursprünglich 44 Gemarkungsgrenzsteinen, die 1730 das Stadtgebiet markierten.